# PCMEF
PCMEF (Presentation, Control, Mediator, Entity, Foundation) je softwarová architektura využívaná v objektově orientovaném programování. Např. pro tvorbu webových aplikací je vhodnější než architektura MVC, protože využívá hierarchii vrstev, které mají volnější vazby než u MVC, což je v bezstavovém prostředí, jako je HTTP, výhodnější.
- Presentation ovládá GUI a interakce od uživatele
- Control je aplikační logika (hledá informace v entitách a iniciuje mediátor, aby nahrál informace z foundation do entit)
- Mediator obsluhuje interakci mezi entitami a foundation (např. Object-Relational Mapping)
- Entity jsou business objekty nahrané v paměti
- Foundation obsluhuje (low level) komunikaci se zdrojem dat (např. databáze)

PCMEF architektura je založená na několika dobře známých návrhových vzorech (např. MVC, Facade, Abstract Factory, Chain of Responsibility, Observer, Mediator, Identity Map, Lazy Load)